# Шейгам, Фаина Зиновьевна
Фаина Зиновьевна Шейгам (28 декабря 1918 года, Луганск — 23 октября 2011 года, Ростов-на-Дону) — советский и российский медик, доктор наук. Одна из старейших детских ортопедов-травматологов России.

## Биография
Родилась в 1918 году в Луганске, в скором времени вместе с семьей переехала в Ростов-на-Дону. После завершения школы поступила в Ростовский медицинский институт. На последнем курсе обучения началась Великая Отечественная война. Работала в госпиталях на Волховском фронте, до 1943 года ординатором, после — начальником хирургического отделения.
После окончания войны была направлена в Ленинград в НИИ травматологии и ортопедии им. Р. Р. Вредена, где избрала своей специальностью травматологию и ортопедию. С 1946 по 1949 годы продолжила обучение в аспирантуре Ленинградского НИИ протезирования. Некоторое время работала в Пскове.
С 1959 по 1969 годы работала хирургом в Южно-Сахалинске в областной Сахалинской больнице, совмещая медицинскую практику с научной деятельностью, получив возможность усовершенствовать свои знания по ургентной травматологии. В 1966 на основе накопленных знаний в Ленинградском институте усовершенствования врачей им. С. М. Кирова. ей была защищена докторская диссертация на тему «Серповидная резекция стопы при тяжелых формах косолапости».
В 1969 году переехала в Ростов-на-Дону, где заняла должность в областной детской больнице, одновременно являлась главным детским ортопедом-травматологом Ростовской области в Областном отделе здравоохранения. В 1978 году выступила инициатором создания в Ростове-на-Дону санаторной специализированной школы-интерната для детей, больных сколиозом. В 1981 году выступила с докладом о своей деятельности в Министерстве здравоохранения СССР, после чего было принято решение о созданию по всей стране таких реабилитационно-образовательных учреждений для детей.
Является автором более чем 30 научных работ, соавтором ряда методических разработок для врачей и студентов. Награждена орденом Отечественной войны II степени.